# Jadwiga Marszewska-Ziemięcka
Jadwiga Marszewska-Ziemięcka (ur. 30 czerwca 1891 w Warszawie, zm. 13 marca 1968 w Lublinie) – mikrobiolog, profesor UMCS, organizator i kierownik Pracowni Mikrobiologii Gleby w PINGW, członek PAN.

## Życiorys
Była najstarszą córką Mieczysława Marszewskiego i Jadwigi ze Skarżyńskich, siostrą Hanny Zdzitowieckiej i Marii Wolskiej. Mając 17 lat rozpoczęła studia biologiczne na Wydziale Filozoficznym UJ w Krakowie. W 1923 uzyskała doktorat na UJ za pracę Występowanie azotobaktera w glebach polskich. W latach 1924–1927 współpracowała z Sergiuszem Winogradskim w Instytucie Pasteura we Francji. W 1930 uzyskała habilitację i tytuł docenta na Uniwersytecie Poznańskim za pracę Studia nad mikrobiologią gleby. Od 1931 pracowała w Państwowym Instytucie Naukowym Gospodarstwa Wiejskiego w Puławach i zorganizowała Dział Mikrobiologii Rolnej którym kierowała do swojej śmierci.
Od 1952 była członkiem rzeczywistym PAN. Należała do wielu towarzystw naukowych w Polsce jak i za granicą np: Międzynarodowe Towarzystwo Gleboznawcze, Polskie Towarzystwo Gleboznawcze, Polskie Towarzystwo Mikrobiologów, i inne.
Obok pracy naukowej prowadziła działalność dydaktyczną. Była autorką 6 podręczników dla studentów.
W czasie okupacji była sekretarzem Komendanta Obwodu Puławskiego AK. Po wyzwoleniu uczestniczyła w tworzeniu UMCS w Lublinie.
Poza pracą naukową zajmowała się działalnością kulturalną i artystyczną – posiadała talent malarski i stworzyła ok. 300 prac. W 1966 roku odbyła się wystawa jej malarstwa w Lublinie.
Jej mężem był Andrzej Ziemięcki. Pochowana na cmentarzu Powązkowskim w Warszawie (kw. 232-1/2-1).

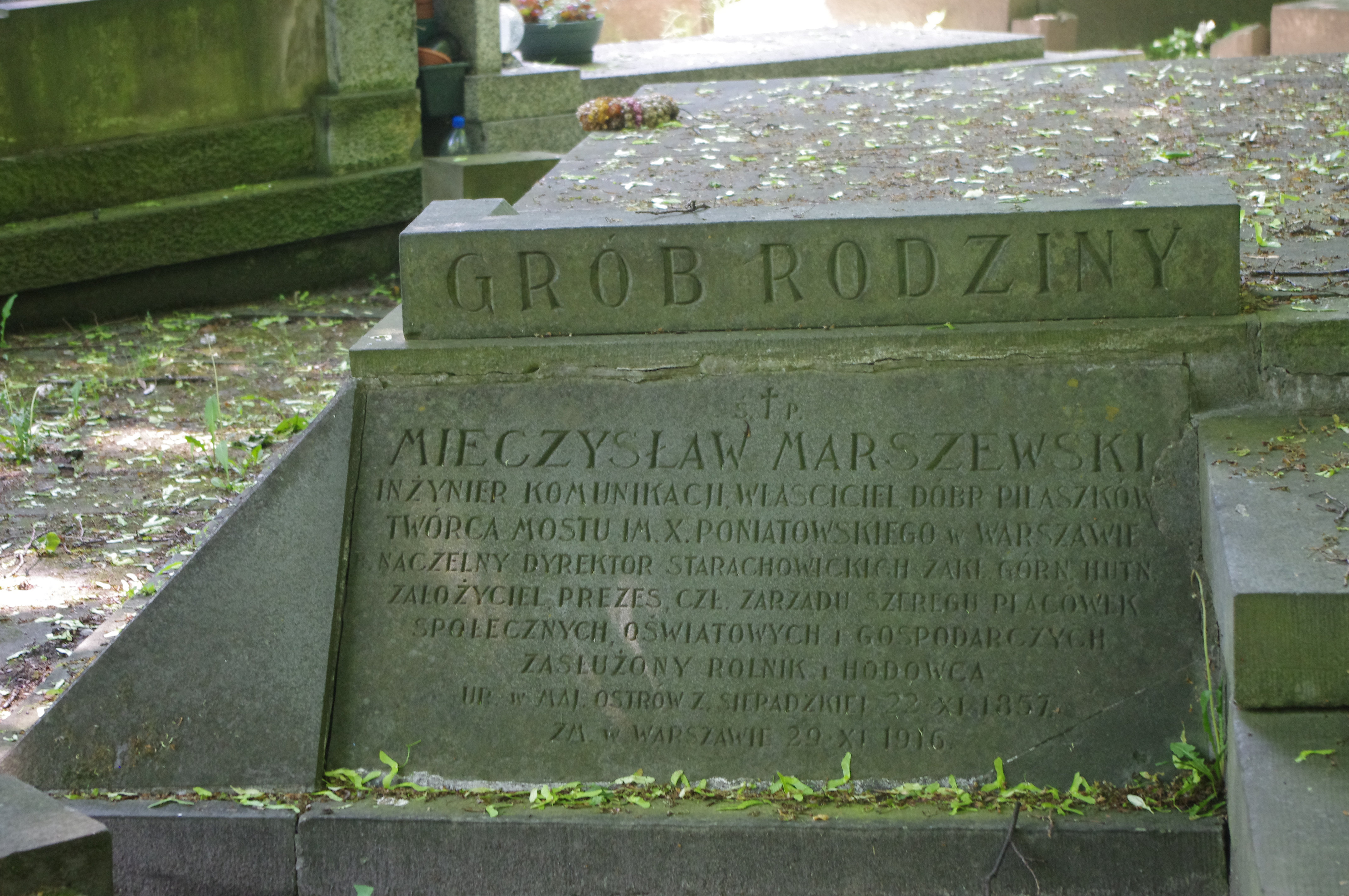
Grób Marszewskich na cmentarzu Powązkowskim w Warszawie

## Wybrane publikacje
- Występowanie azotobaktera w glebach polskich. Roczn. Nauk Roln., t.10. Poznań 1923
- Winogradski, J. Ziemięcka: Sur le pouvoir fixateur des terres. Annales Pasteur, t.42, Paris 1928
- Znaczenie fosforu przy asymilacji wolnego azotu. Studia nad mikrobiologią gleby, cz.II. Roczn. Nauk Roln. i Leśn., t.22, Poznań 1929
- Historja rozwoju rolnictwa Wielkiej Brytanji i jego kryzys dzisiejszy, Kraków 1934
- The history of the Institute of Agriculture in Poland. Rothamsted Records, nr 5, St.Albans 1935
- Rozwój badań nad symbiozą mikroorganizmów z roślinami motylkowymi. Biblioteka Puławska, nr 14, Warszawa 1937
- Mikrobiologia rolnicza. Cz.II. Zarys mikrobiologii gleby; Biblioteka Puławska, nr 24, s.243, PIWR, Warszawa 1948
- Ćwiczenia z mikrobiologii rolniczej, s.114, PWRiL, Warszawa 1950
- Mikrobiologia gleby i nawozów organicznych. PWRiL, Warszawa 1958

## Ordery i odznaczenia
- Order Sztandaru Pracy II klasy
- Krzyż Komandorski Orderu Odrodzenia Polski[2]
- Złoty Krzyż Zasługi (dwukrotnie: po raz drugi 22 lipca 1951[4])